# Televés

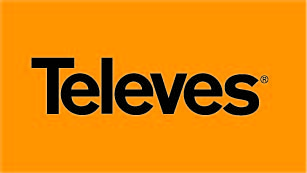

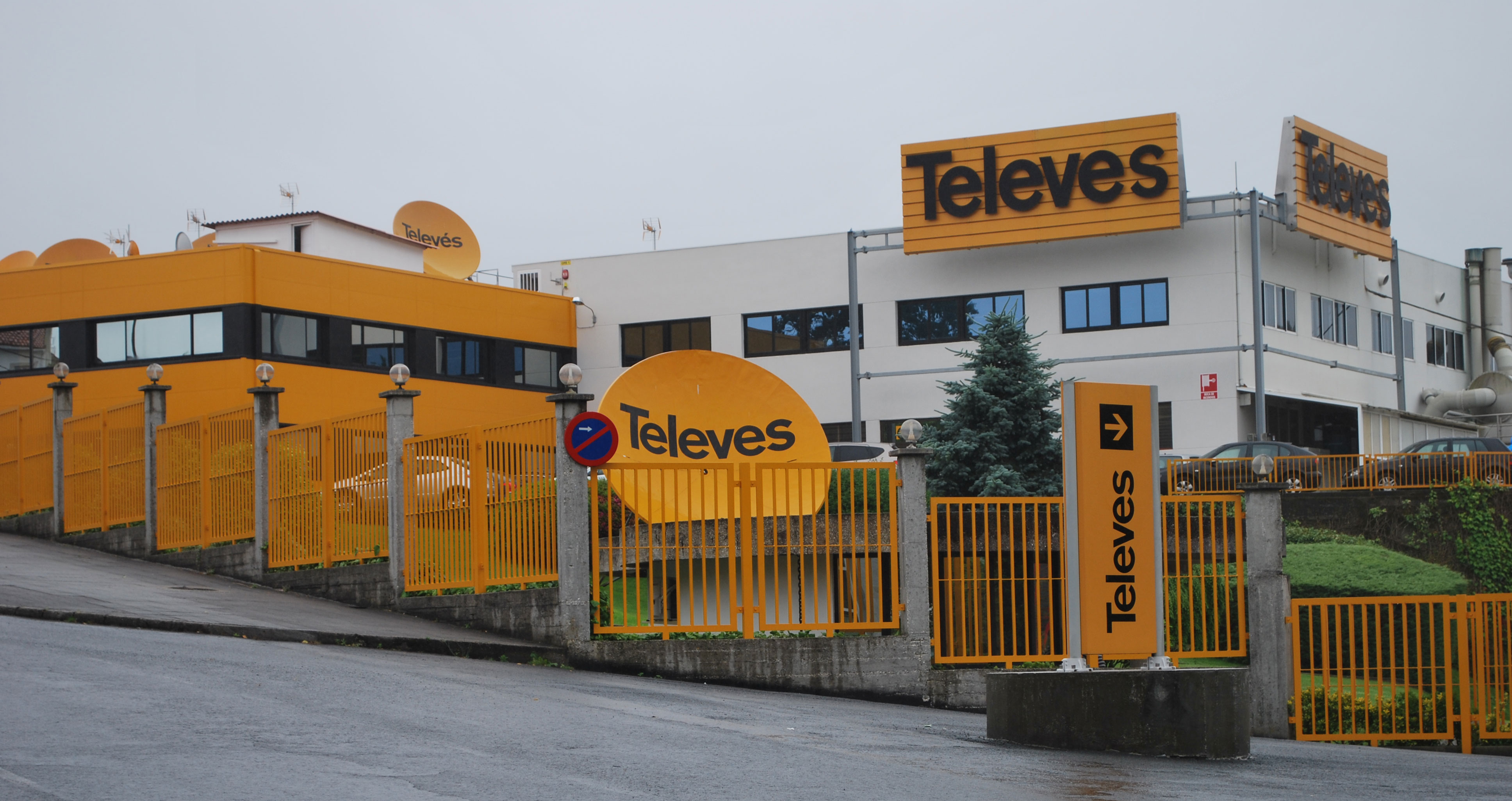

Televés es una compañía española dedicada al diseño, fabricación y comercialización de equipos de telecomunicaciones para edificios y hogares. Su especialidad histórica es la recepción y distribución de señales de radio-televisión. El origen de la compañía está vinculado al nacimiento de la televisión en España. De hecho, Televés vio la luz en 1958 como un pequeño taller de fabricación de antenas. Sus fundadores fueron Ricardo Bescansa, Amador Beiras y Domingo Carrascal. La sede de la compañía está en Santiago de Compostela. 
Actualmente, aun manteniendo como negocio principal la fabricación de equipos para la recepción, distribución y análisis de las señales de radiotelevisión, la compañía se ha diversificado hacia negocios como la iluminación profesional con tecnología led, los servicios audiovisuales a través de redes de fibra óptica e inalámbricas para hoteles y edificios (sector Hospitality), redes de Transporte Óptico de alta capacidad y baja latencia xWDM y soluciones tecnológicas para el ámbito sociosanitario. 
Televés es la cabecera de una corporación multinacional que reúne una veintena de firmas, con 11 filiales internacionales, en Portugal, Francia, Reino Unido, Italia, Alemania, Polonia, Escandinavia, Rusia, Estados Unidos, China y Emiratos Árabes. A través de una extensa red de distribuidores, la compañía hace llegar sus productos a más de 100 países en los cinco continentes. En 2021 registró ventas por valor de 212 millones de euros, con más de 800 empleados.
Desde 1995 forma parte de DVB, un consorcio internacional de empresas que promueve estándares tecnológicos de televisión digital.

## El modelo de negocio

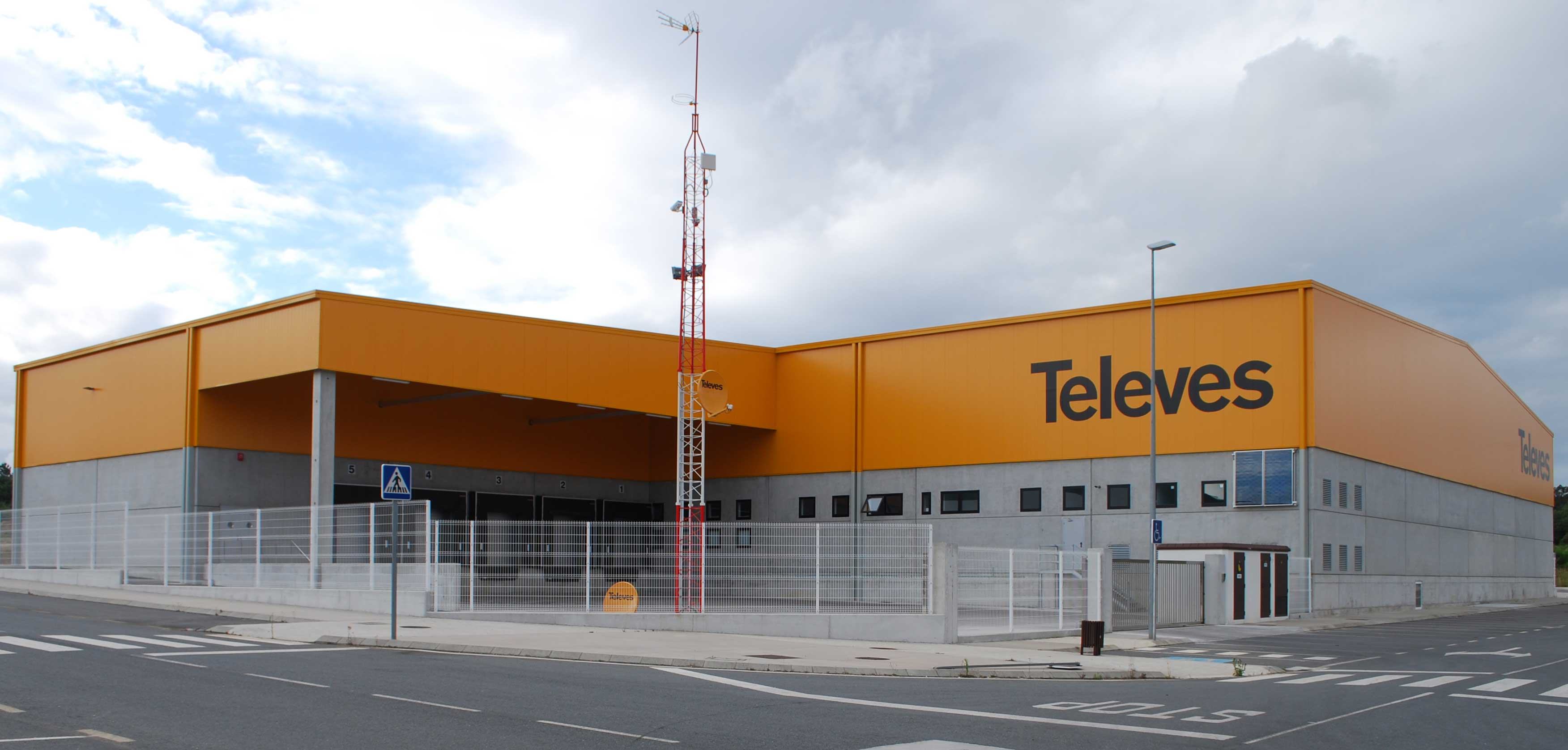
Centro logístico en Oroso.

Con cerca de 60 años de experiencia, Televés ha lanzado más de 1.500 productos diferentes, un logro que la empresa vincula a una arraigada vocación fabril. Dispone de sus propios laboratorios de certificación y control de calidad, y en 2017 puso en marcha su proyecto para adaptarse al modelo de la fábrica inteligente o Industria 4.0.
Como fabricante de equipamiento para la recepción y distribución de la señal de televisión radiodifundida, Televés jugó un papel relevante en el llamado apagón analógico, es decir, el proceso de transición de la televisión analógica a la televisión digital terrestre (TDT), tanto en España como en otros países europeos. 
En el imaginario colectivo, la marca Televés está estrechamente ligada a las antenas parabólicas pintadas del característico color naranja corporativo, que se corresponde con el Pantone 137 o RAL 1007. En este sentido, Televés ha sido la primera empresa Española en conseguir una marca de color, siendo usuaria exclusiva de este color en antenas terrestres (Marca N.º 4.025.913). En julio de 2013 una de estas antenas entró a formar parte de la colección del Museo Nacional de Ciencia y Tecnología en su sede de La Coruña, como ejemplo de desarrollo tecnológico que ha tenido una repercusión real en las vidas de los ciudadanos. 
A partir de 2014, Televés se introdujo en el sector de los Servicios Socio-Sanitarios, con el desarrollo de soluciones propias para el cuidado de personas mayores y dependientes y con un proyecto para desarrollar la habitación inteligente, del Servicio Gallego de Salud (Sergas). 

## Televés Corporación
En torno a la empresa matriz, Televés ha creado una corporación que integra una veintena de firmas especializadas en diferentes áreas de negocio dentro del ámbito de la industria de las infraestructuras de telecomunicaciones.
Firmas de Televés Corporación:
- Televes International Subsidiaries. Cuenta con once filiales en Portugal, Francia, Reino Unido, Italia, Alemania, Polonia,[7] Rusia, Estados Unidos,[8] China y Emiratos Árabes. A través de esta red y de acuerdos con distribuidores, la Corporación hace llegar sus productos a más de 80 países.
- Gallega de Circuitos Electrónicos (GCE). Dedicada a la investigación, el diseño, la fabricación y la comercialización de circuitos impresos, equipos, sistemas y servicios vinculados con la electrónica y la ingeniería.
- Gallega de Informática (Gainsa). Presta servicios de tecnología de información y gestiona las redes de comunicación de todas las compañías de la Corporación.
- Ingeniería de Sistemas de Funcionamiento (ISF). Diseña, desarrolla y construye líneas de fabricación automáticas y robotizadas.
- Gallega de Mecanizados Electrónicos (Gamelsa). Especializada en el desarrollo y la fabricación de componentes mecánicos y en el tratamiento de superficies metálicas.
- Ladetel. Laboratorio homologado para certificación de aparatos electrónicos.
- Tredess. Especializada en el diseño, el desarrollo y la fabricación de transmisores, gap-fillers y reemisores regenerativos para la Televisión Digital Terrestre (TDT).
- Gsertel. Desarrolla equipos portátiles de medida para instaladores profesionales de radio-televisión.
- Arantia. Especializada en soluciones en las que convergen las diversas tecnologías de acceso a servicios de televisión: TDT, satélite, IPTV y contenidos bajo demanda.

En 2014, la Coporación Televés registró ventas por valor de 150 millones de euros, con 720 empleados y una inversión en investigación y desarrollo (I+D) de seis millones de euros.

## Hitos
A lo largo de su historia, Televés ha lanzado al mercado más de 1.500 productos y ha registrado 50 patentes de validez internacional. Estos son algunos de los hitos que han jalonado su historia:
- 1958. 	Fundación de la empresa. Primera patente.
- 1960. 	Lanzamiento al mercado de antenas de duraluminio.
- 1966. 	Fabricación de amplificadores y distribuidores de TV.
- 1970. 	Primeros circuitos impresos (PCB).
- 1976. 	Inicio de las publicaciones técnicas de la empresa.
- 1983. 	Primera empresa del sector en Europa en emplear SMD (Surface Mount Technology).[10]
- 1985. 	Patentes de TV por satélite empleando las instalaciones colectivas de distribución SMATV.
- 1987. 	Comienzo de la robotización de las líneas de producción. En alianza con IBM entran en Televés los primeros robots SCARA.
- 1988. 	Primera antena parabólica fija capaz de sintonizar varios satélites.
- 1991. 	Lanzamiento de la antena Pro 45, la primera antena electrónica en circuito impreso.
- 1999. 	Primeros procesadores de Televisión Digital Terrestre.
- 2008. 	Primer medidor de campo portátil con procesado digital para alta definición (HD).
- 2009. 	Lanzamiento de la antena DAT HD, diseñada específicamente para la TDT y que incorpora la tecnología BOSS Tech, que permite ajustar automáticamente el nivel de señal de salida.
- 2013. 	Las exportaciones rebasan por primera vez el 50% de la facturación global de la Corporación.
- 2014. 	Presentación de la solución CareLife, que supone la entrada de la compañía en el sector de la tecnología para la prestación de servicios socio-sanitarios.
- 2014. 	Primera empresa del sector en Europa que emplea componentes electrónicos DIE (componentes electrónicos sin encapsular)[10]
- 2017. 	La empresa desarrolla tecnología para la producción de circuitos MMIC[11]

## Organizaciones a las que pertenece
Televés es desde 1995 miembro numerario de Digital Video Broadcast (DVB), consorcio internacional que promueve estándares de televisión digital. Pertenece además a las siguientes entidades: 
- Digitag.
- Digital TV Group.
- Dedom. Comité Español para a gestión técnica de edificios e viviendas.
- Asimelec.
- Ametic
- Foro de Marcas Renombradas de España

## Certificaciones
Televés tiene las siguientes certificaciones
- AENOR ISO 9001
- Iqnet ISO 9001
- AENOR ISO 14001
- Iqnet ISO 14001

## Situación
Las instalaciones centrales de la Corporación Televes se sitúan en la calle Benéfica de Conxo, 17 15706 Santiago de Compostela, La Coruña.
En Portugal dispone de una fábrica, Televes Electrónica Portuguesa, Ltda., constituida en enero de 1980, en Moreira da Maia, próxima a Oporto.
Televés inauguró en 2006 un centro logístico en las afueras de Santiago de Compostela, en Sigüeiro. En el polígono de  Oroso Rúa Rafael Dieste, S/N 15888 Oroso  (La Coruña).